# Стипона
Стипона (мкд. Стипона) је насеље у Северној Македонији, у јужном делу државе. Стипона припада општини Ресан.

## Географија
Насеље Стипона је смештено у југозападном делу Северне Македоније. Од најближег већег града, Битоља, насеље је удаљено 40 km западно, а од општинског средишта 8 km југозападно.
Стипона се налази у области Горње Преспе, области око западне и северне обале Преспанског језера. Насеље је смештено у северозападном делу поља, које се пружа северном страном језера. Западно од насеља се издиже планина Галичица. Надморска висина насеља је приближно 940 метара.
Клима у насељу је планинска због знатне надморске висине.

## Становништво
Стипона је према последњем попису из 2002. године била без становника. 
Некадашње становништво села чинили су Турци и етнички Македонци.
Присутне вероисповести су биле ислам и православље.